# Cecilio Umaña Fallas
José Cecilio Umaña Fallas (San José, 1 de febrero de 1794 - San José, 13 de mayo de 1871) fue un presbítero católico, político y filántropo costarricense, activo durante la primera mitad del siglo XIX. Es reconocido por su participación en la política temprana de Costa Rica independiente y por haber sido uno de los primeros Presidentes de la Asamblea Legislativa del Estado de Costa Rica en 1825.

## Biografía

### Primeros años y formación
Cecilio Umaña nació en San José el 1 de febrero de 1794, hijo de Pedro Umaña y Manuela Fallas. Realizó sus estudios eclesiásticos en León, Nicaragua, donde fue ordenado sacerdote. En sus inicios, colaboró como teniente de sacerdote con el presbítero Juan de los Santos Madriz y Cervantes, quien fue el primer rector de la Universidad de Santo Tomás.

### Carrera eclesiástica
Ejerció como cura párroco en San José durante muchos años. Tras la creación de la Arquidiócesis de San José, el primer obispo, Anselmo Llorente y La Fuente, lo designó como canónigo miembro del cabildo eclesiástico, cargo que ocupó hasta su fallecimiento en 1871.

### Carrera política
Umaña adhirió a las ideas republicanas y participó en la política de la recién independizada Costa Rica. Fue diputado por San José en varias ocasiones y miembro del Consejo Representativo. Se le considera amigo del jefe de Estado Braulio Carrillo Colina. También mantuvo amistad con el presidente Juan Rafael Mora Porras, a quien apoyó durante la Campaña Nacional de 1856-1857 contra los filibusteros de William Walker.
Ocupó la presidencia del Congreso en varias ocasiones. Notablemente, presidió la Asamblea Ordinaria del Estado (considerada la primera Asamblea Legislativa de Costa Rica) entre abril y mayo de 1825.

## Labor filantrópica y social
Cecilio Umaña poseía algunas tierras en Costa Rica, particularmente en San Vicente de Moravia. Utilizó sus recursos para financiar obras sociales y de beneficencia.

### Apoyo al Hospital San Juan de Dios
Fue un benefactor del Hospital San Juan de Dios desde sus inicios. Colaboró en su creación junto al obispo Llorente y Lafuente y fue miembro de la junta de dirección del hospital durante la década de 1850. Al fallecer, dejó al Hospital San Juan de Dios como único heredero de su capital, lo cual contribuyó a la expansión de las obras de la institución en 1872. Formó parte de la primera junta directiva de la Junta de Caridad de San José (hoy Junta de Protección Social), entidad ligada a la administración del hospital.

### Educación y obras públicas
En 1850, fundó escuelas separadas para niños y niñas de escasos recursos, donde se enseñaba lectura, escritura, aritmética y religión. En 1868, realizó dos donaciones: una de dos mil pesos para la instalación de la cañería de agua potable en San José y otra de dos legados de 4000 pesos cada uno destinados a becas y al pago de cátedras en el Seminario Tridentino.
También se preocupó por las condiciones de las trabajadoras pobres, disponiendo la construcción de lavaderos públicos para mujeres que lavaban ropa para subsistir. Aunque inicialmente propuso ubicarlos cerca del cementerio, finalmente se construyeron en un terreno que donó a la municipalidad al norte de San José, junto al río Torres, completándose la obra en 1887. Realizó además otras donaciones para procurar trabajo y vivienda a personas necesitadas.

### Respuesta a crisis sanitarias
Durante la epidemia de cólera que afectó Costa Rica en 1856, Umaña brindó ayuda humanitaria al público. Lideró esfuerzos para llevar los sacramentos a los enfermos, organizando a otros sacerdotes para asistir a los contagiados utilizando altares portátiles.

## Fallecimiento y legado
Cecilio Umaña falleció en San José el 13 de mayo de 1871 a los 77 años. Fue sepultado en el cementerio General de San José, donde se erige un mausoleo en su memoria. La inscripción en su tumba lo recuerda como "Insigne Benefactor". La Junta de Protección Social de San José realizó un acto en su memoria el 11 de mayo de 1938.
En 2024, se presentó un proyecto de ley ante la Asamblea Legislativa de Costa Rica (Expediente N.° 24.203) para declararlo Benemérito de la Patria, en reconocimiento a sus aportes a la educación, el desarrollo social y su rol como presidente de la Asamblea Legislativa del Estado.